# Mathieu Bisson
Pour les articles homonymes, voir Bisson.
Mathieu Bisson est un acteur français. Il est le fils de Jean-Pierre Bisson.

## Filmographie

### Cinéma
- 1991 : Le Voleur d'enfants de Christian de Chalonge : Simon
- 2004 : Entre vivir y soñar d'Alfonso Albacete et David Menkes : Philippe
- 2006 : Un ticket pour l'espace de Éric Lartigau : le technicien 3
- 2007 : Jean de la Fontaine - Le Défi de Daniel Vigne : Nicolas Boileau
- 2016 : Lutine d'Isabelle Broué : Gaël
- 2018 : Les Animaux fantastiques : Les Crimes de Grindelwald (Fantastic Beats : The Crimes of Grindelwald) de David Yates[1]
- 2023 : Le Processus de paix d'Ilan Klipper : Raphaël

### Court métrage
- 2002 : Bien fait de Jeanne Biras
- 2004 : Mon homme de Stéphanie Cotta : le jeune homme
- 2004 : La Vache qui pleure de Stanislas Carré de Malberg : le père de Jean
- 2012 : L'Équation de Mathieu Hippeau : Serge
- 2014 : Le Grand Jeu d'Agnès Vialleton : Mathias
- 2016 : La Femme et le TGV de Timo Von Gunten : Pierre

### Télévision
- 2002 : Jean Moulin d'Yves Boisset : l'employé à la réception
- 2002 : Nestor Burma, épisode Noblesse désoblige de Philippe Venault : Bertrand
- 2003 : Les Enfants du miracle de Sébastien Grall : Paul Daumier
- 2003 : Et toc ! de Samuel Tasinaje et Martin Valente
- 2003 : Joséphine, ange gardien, épisode Sens dessus dessous de David Delrieux
- 2004 : La Nourrice de Renaud Bertrand : Monsieur de Lignac
- 2004 : Sauveur Giordano, épisode Disparitions : Hervé Guillot
- 2004 : Petits Mythes urbains : épisode Scalpel illégitime de Óskar Santos Gómez et Stéphane Gateau : un passager
- 2005 : Clara Sheller de Renaud Bertrand, saison 1 : Mathieu, le frère de Clara
- 2005 : Commissaire Moulin, épisode Un coupable trop parfait de Jean-Luc Breitenstein : Lefrère
- 2006 : Les Secrets du volcan de Michaëla Watteaux : Christophe
- 2006 : L'Oncle de Russie de Francis Girod : François
- 2007 : L'Affaire Ben Barka de Jean-Pierre Sinapi
- 2007 : H.B. Human Bomb de Patrick Poubel : Michel Marie
- 2007 : Notable, donc coupable de Dominique Baron et Francis Girod :  François Calmels
- 2008 : À droite toute de Marcel Bluwal : Caron
- 2008 : Mitterrand à Vichy de Serge Moati : François Mitterrand
- 2009 : Alice Nevers, le juge est une femme : "Faute d'Adn" de Denis Amar : Luc Sarron
- 2009 : Les Vivants et les Morts de Gérard Mordillat : Docteur Kopps
- 2009 : Marion Mazzano, épisode Le Contrat de Marc Angelo : le juge d'instruction
- 2009 : Sœur Thérèse.com, épisode Pardon ma sœur de Bertrand Van Effenterre : Alexandre Mercier
- 2010 : Sélection naturelle de Régis Musset
- 2010 : Affaires étrangères, saison 1 épisode 2 Maroc de Vincenzo Marano : Monsieur Lascombe
- 2011 : Pour Djamila de Caroline Huppert : le directeur de cabinet
- 2011 : Clem, saison 2 épisode 2 La Mutation de Joyce Bunuel : Didier
- 2013 : RIS police scientifique, épisode Chute Libre de Hervé Brami
- 2014 : Section de recherches, épisode Sexy à mort de Delphine Lemoine
- 2014 : Nicolas Le Floch, saison 6 épisode 1 Le Cadavre anglais de Philippe Bérenger : Armand Desplat[2]
- 2017 : Prof T , six épisodes de Nicolas Cuche et Jean-Christophe Delpias : Prof T.
- 2021 : Laval, le collaborateur de Laurent Heynemann : Jacques Baraduc

## Théâtre
- 2000 : La Bonne Mère, mise en scène Sophie Lorotte
- 2001 : Fragments d'une lettre d'adieu lue par des géologues, mise en scène Camille Chamoux, Lavoir Moderne Parisien
- 2004 : La Quatrième Sœur de Janusz Głowacki, mise en scène Camille Chamoux, Théâtre Silvia Monfort
- 2004 : Trois Jours de pluie de Richard Greenberg, mise en scène Jean-Marie Besset et Gilbert Desveaux, Théâtre de l'Atelier
- 2005 : L’Autre de Florian Zeller, mise en scène Annick Blancheteau, Théâtre des Mathurins
- 2006 : Romance de David Mamet, mise en scène Pierre Laville, Théâtre Tristan Bernard
- 2007 : Cité radieuse d'après Conor McPherson, mise en espace Gilbert Désveaux, Festival NAVA
- 2011 : Hitch de Alain Riou et Stéphane Boulan, mise en scène Sebastien Grall, Théâtre du Lucernaire
- 2012 : Le Vicaire de Rolf Hochhuth, mise en scène Jean-Paul Tribout, Théâtre 14 Jean-Marie Serreau
- 2013/14 : L'Importance d'être sérieux d'Oscar Wilde, traduction Jean-Marie Besset, mise en scène Gilbert Désveaux, Théâtre des 13 vents,  Théâtre Montparnasse

## Distinctions
- 2011 : Prix d'interprétation au Festival d'Anjou pour la pièce Hitch[réf. souhaitée].